# 허웅 (언어학자)
허웅(許雄, 1918년 10월 30일~2004년 1월 26일)은 대한민국의 국어학자, 한글학자, 언어학자 겸 대학 교수로, 한글학회 회장 겸 이사장과, 서울대학교 언어학과 교수(정년 퇴임 이후 명예교수)를 역임하였다.
본은 양천(陽川)이고, 일제 시대 경남 김해 출생이며, 호는 눈뫼. 그는 국어학자 외솔 최현배(崔鉉培)의 애제자(愛弟子)이기도 하다.

## 생애
허웅 선생은 20세기 후반 대한민국의 대표적인 언어학자이자 국어학자였으며, 한편으로는 국어 운동가였다. 생전에 서울대학교 언어학과 교수와 한글학회 회장을 오랫동안 지냈다. 1918년 10월 30일에 태어나 1945년 9월부터 어언 56년간 교직 및 강단에 있다가, 2001년 7월 26일 첫 투병 이후부터는 학술 분야에서는 사실상 은퇴하고 투병 및 와병 생활하다가, 2004년 1월 26일, 향년 87세에 사망했다.
허웅 선생의 국어 연구는 민족 문화를 잇고 가꾸는 데에서부터 시작했다. 청년 시절의 허웅 선생 또한, 전문학교 시절 지도교수 최현배 선생의 ≪우리말본≫을 처음 대하면서 자신이 나아가야 할 앞길을 결정한다. 그래서 ‘한 나라의 말은 그 나라의 정신이며, 그 겨레의 문화 창조의 원동력이다’라는 생각을 일찍이 마음에 간직했다. 이러한 생각은 일평생토록 허웅 선생의 학문의 바탕이 되었으며, 평생을 일관되게 지닌 학문적 태도였다.
그래서 허웅 선생 학문의 성격을 한마디로 말하자면 ‘연구’와 ‘실천’, 둘의 조화라고 하겠다. 선생의 학문은 국어 연구를 언어과학으로 승화시켰으며, 이를 바탕으로 국어를 지키고 가꾸는 실천 운동을 전개했다는 데에 의의가 있다.
15세기 국어 형태론은 앞에 든 ≪우리 옛말본≫에 집대성되어 있다. 15세기 국어 문법에 대한 공시적 연구에 이어, 선생은 국어 문법사 연구에 착수했다. 우선 범주별 연구에 들어가, 때매김법의 변화를 추적했다. 각 시기별 때매김법을 공시적으로 기술함과 동시에 시기별로 변화해 움직이는 모습을 연구했다. 그 결과는 15세기에서 지금에 이르는 때매김법사 연구인 ≪국어 때매김법의 변천사≫(1987)에 정리되어 있다. 그 이후 선생은 국어 문법사 연구의 방법을 수정하여, 세기별로 공시적으로 기술하고 이를 바탕으로 변화의 모습을 추적했는데, 그 첫 결실은 16세기 국어 문법의 공시적 기술과 그 15세기로부터의 변화를 다룬 ≪16세기 우리 옛말본≫(1989)과 ≪15·16세기 우리 옛말본의 역사≫(1991)로 나타났다.

## 학력
- 경상남도 부산 동래고등보통학교 졸업
- 1940년 경성 연희전문학교 중퇴(이후 1971년 연세대학교 문과대학 국어국문학과 명예 학사 학위 취득)

### 명예 박사 학위
- 1968년 서울대학교 명예 문학박사
- 1985년 세종대학교 명예 교육학 박사

## 약력
- 1945년 ~ 1946년 : 광신상업고등학교 교사
- 1946년 ~ 1947년 : 한성고등학교 교사
- 1947년 ~ 1953년 : 부산대학교 국어국문학과 조교수
- 1953년 ~ 1955년 : 성균관대학교 국어국문학과 조교수
- 1954년 ~ 1955년 : 고려대학교 국어국문학과 객원교수
- 1955년 ~ 1958년 : 연세대학교 국어국문학과 교수
- 1958년 ~ 1983년 : 서울대학교 언어학과 교수
- 1983년 ~ 2004년 : 서울대학교 언어학과 명예교수
- 1984년 ~ 2004년 : 세종대학교 국어교육학과 석좌교수
- 1970년 ~ 2004년 : 한글학회 이사장

## 인간 관계
- 국어학자 외솔 최현배(崔鉉培)의 애제자(愛弟子)이기도 하다.

## 주요 저서
- 주해 용비어천가(1955, 정음사)
- 국어 음운론(1958, 정음사)
- 주해 월인천강지곡(1962, 신구 문화사. 이강로와 공저)
- 언어학 개론(1963, 정음사)
- 우리 옛말본 -15세기 국어 형태론-(1975, 샘 문화사)
- 우리말과 글에 쏟아진 사랑 -국어 정책론-(1979, 문성 출판사)
- 언어학 -그 대상과 방법-(1981, 샘 문화사)
- 고친판 언어학 개론(1983, 샘 문화사)
- 국어학 -우리말의 오늘 어제-(1983, 샘 문화사)
- 국어 음운학 -우리말 소리의 오늘 어제-(1985, 샘 문화사)
- 고친판 우리말과 글에 쏟아진 사랑(1987, 샘 문화사)
- 이삭을 줍는 마음으로(1987, 샘 문화사)
- 국어 때매김법의 변천사(1987, 샘 문화사)
- 16세기 우리 옛말본(1989, 샘 문화사)
- 15-16세기 우리 옛말본의 역사(1991, 탑 출판사: 연세 대학교 국학 연구원 다산 기념 강좌 3)
- 최현배 -우리말 우리 얼에 바친 한평생-(1993, 동아 일보사: 근대 인물 한국사 408)
- 20세기 우리말의 형태론(1995, 샘 문화사)
- 20세기 우리말의 통어론(1999, 샘 문화사)

## 상훈
- 외솔상 수상(1973년)
- 〈국민훈장〉 모란장 수상(1984년)
- 성곡 학술문화상 수상(1986년)
- 세종 문화상 수상(1990년)
- 주시경 학술상 수상(1993년)
- 세종성왕 대상 수상(1998년)
- 자랑스러운 서울대인상 수상(2000년)
- 〈국민훈장〉 무궁화장 추서(2004년)

## 학문적 업적
중세 한국어에서 현대 한국어에 이르는 넓은 범위를 연구 대상으로 하여 음운론, 형태론, 통사론 등 언어학의 여러 하위분야에 걸쳐 저서를 남겼다. 또한 한글학회 이사장을 34년 동안 지내며 국어 문화를 진흥하는 데에도 기여하였다.